# Diables Rouges de Briançon

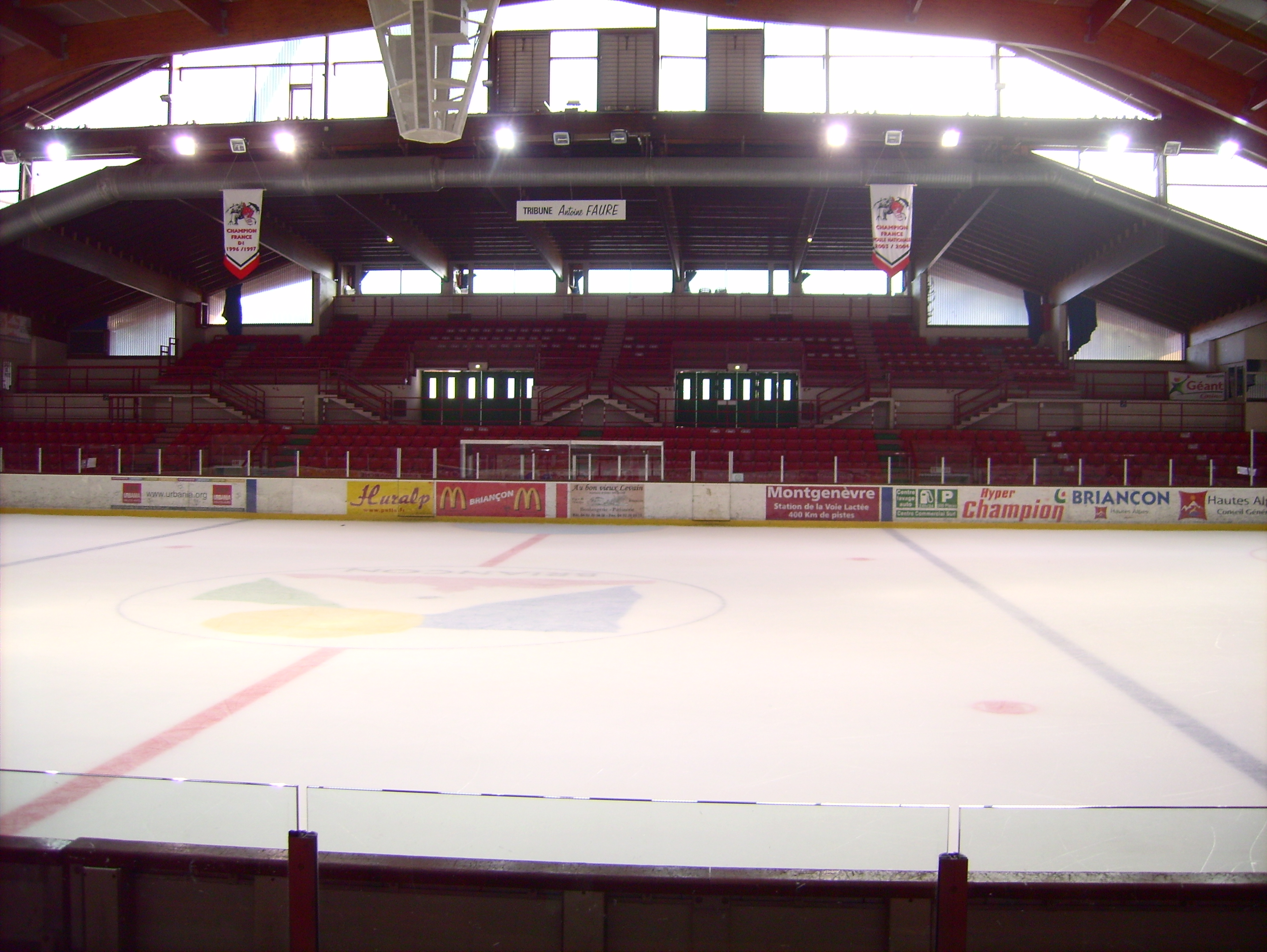
Domácí aréna

Briançon Alpes Provence Hockey Club nebo Diables Rouges de Briançon (Rudí ďáblové) je francouzský klub ledního hokeje z Briançonu. Rudí ďáblové hrají v nejvyšší francouzské hokejové soutěži, tj. v Ligue Magnus.
Klub byl založen již v roce 1934. Prvními cizinci v kádru se stali v roce 1949 dva čeští hráči, brankář Konya a útočník Vonka. Domácí stadion byl uveden do provozu roku 1968. V roce 2005 a 2006 byl Briançon poraženým finalistou francouzského poháru, v letech 1988 a 2008 obsadil druhé místo v lize. V ročníku 2013/2014 Briançon poprvé ve své historii v Ligue Magnus zvítězil. 
Domácí aréna nesoucí název Parc des Sports René Froger má kapacitu 3 000 míst.